# Fokača
Fokáča (italijansko focaccia) je ploščat in kvašen kruh, pred peko potresen z dodatki, zlasti začimbami (npr. rožmarin), koščki zelenjave in grobo soljo. V nekaterih krajih, na primer v Rimu, je to vrsta pice, imenovana tudi »bela pica« (pizza bianca). Fokača se lahko postreže kot priloga ali kot kruh za sendviče in je lahko okrogle, pravokotne ali kvadratne oblike.